# Wendelsheim
Pour le  quartier de la ville de Rottenburg am Neckar, voir Wendelsheim (Rottenburg).
Wendelsheim est une municipalité allemande située dans le land de Rhénanie-Palatinat et l'arrondissement d'Alzey-Worms.